# Haydenia gentryi
Haydenia gentryi är en benvedsväxtart som först beskrevs av Lundell, och fick sitt nu gällande namn av M.P.Simmons. Haydenia gentryi ingår i släktet Haydenia och familjen Celastraceae. Inga underarter finns listade.